# Sankt Andrä im Lungau
Sankt Andrä im Lungau osztrák község Salzburg tartomány Tamswegi járásában. 2019 januárjában 761 lakosa volt. 

## Elhelyezkedése

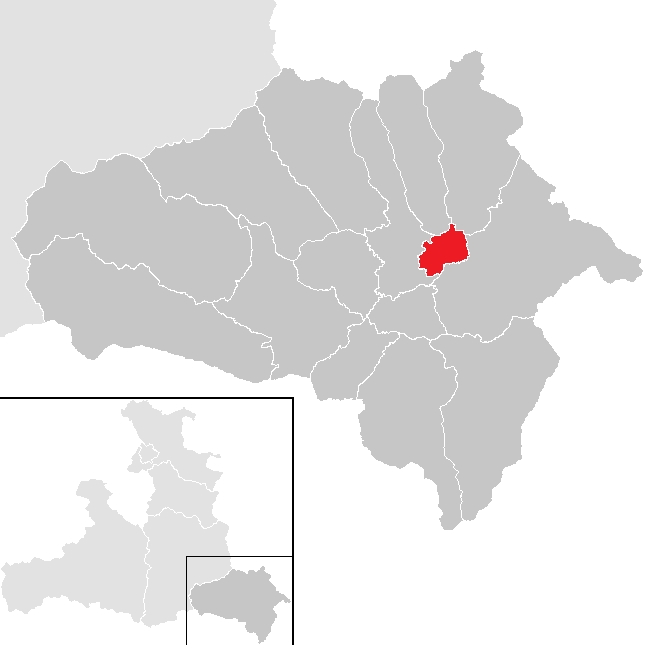
Sankt Andrä im Lungau a Tamswegi járásban

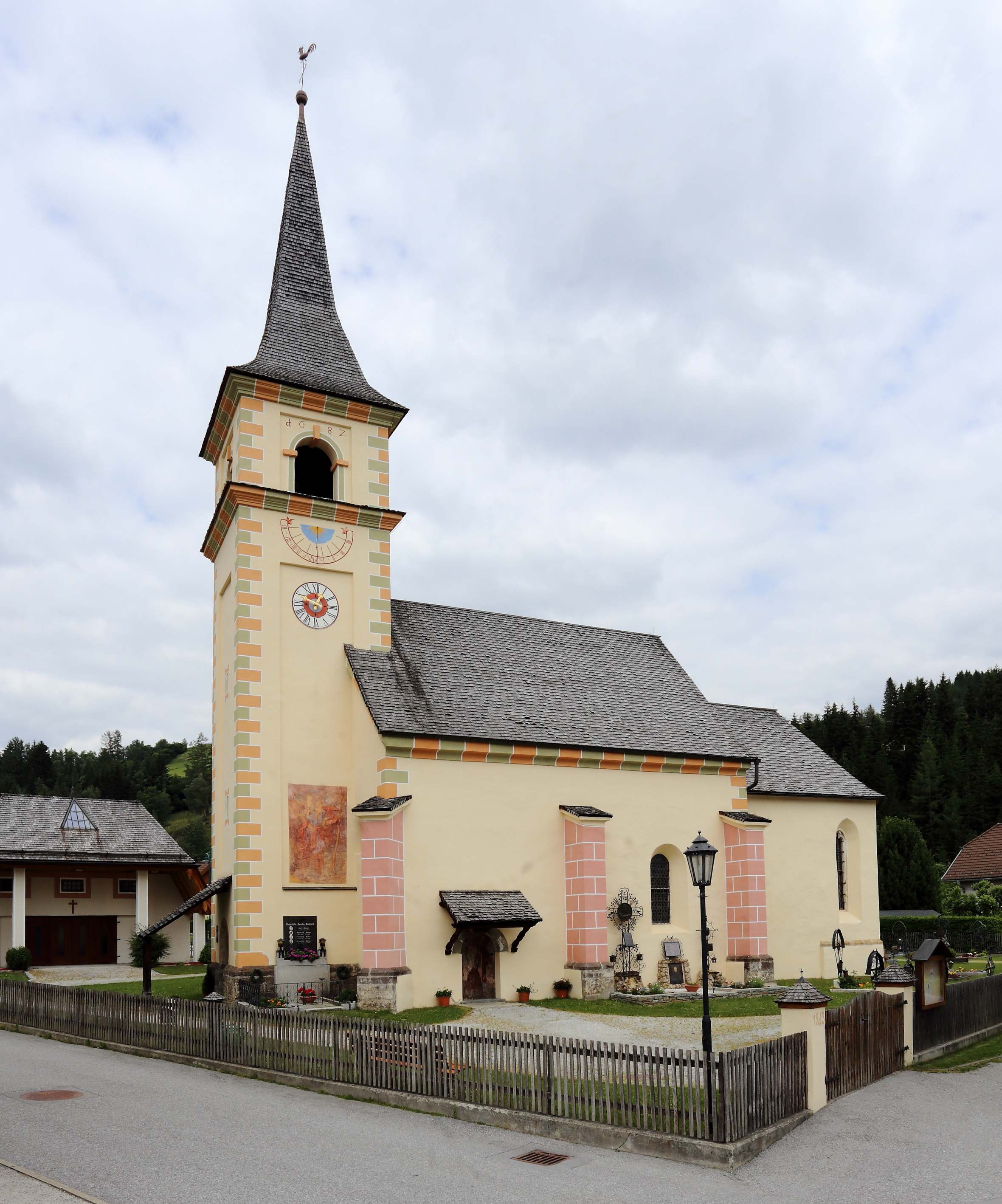
A Szt. András-templom

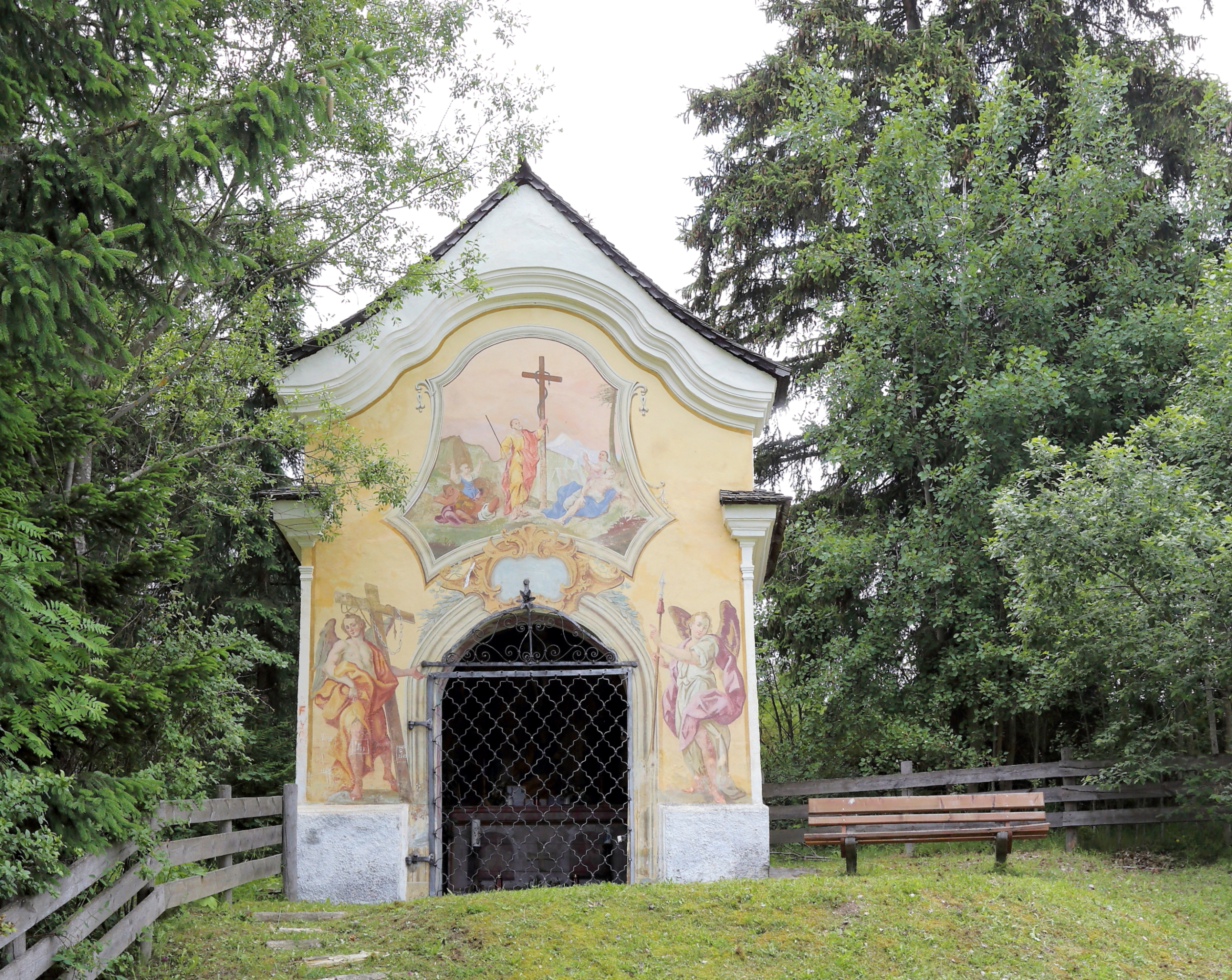
A Kreuzbühelkapelle

Sankt Andrä im Lungau Salzburg tartomány Lungau régiójában a Schladmingi-Tauern hegységben a Taurach és Göriachbach folyók mentén fekszik. Az önkormányzat egyetlen katasztrális községből és településből áll. 
A környező önkormányzatok: északra Lessach, délkeletre Tamsweg, nyugatra Mariapfarr, északnyugatra Göriach.

## Története
St. Andrä mn Lungaut először 1266-an említik Abtsdorf néven és 1808-ig az karintiai Ossiach apátságának birtoka volt. Nevét is innen kapta (Abt - apát). Mai nevét a 19. században kapta templomának védőszentje után. 
1918-ben egy tűzvésznem az egész falu elpusztult és az újjáépítés az első világháborús vereség és gazdasági válság miatt igen lassan haladt. A község az eredeti Sankt Andrä helyett 1951-ben vette fel a Sankt Andrä im Lungau nevet.

## Lakosság
A Sankt Andrä im Lungau-i önkormányzat területén 2019 januárjában 761 fő élt. A lakosságszám 1961 óta gyarapodó tendenciát mutat. 2017-ben a helybeliek 97,1%-a volt osztrák állampolgár; a külföldiek közül 1,2% a régi (2004 előtti), 1,6% az új EU-tagállamokból érkezett. 2001-ben a lakosok 94%-a római katolikusnak, 2,3% pedig felekezeten kívülinek vallotta magát. 
A lakosság számának változása:

| 2016 | 775 |
| 2018 | 761 |

## Látnivalók
- A Szt. András-templom
- a volt nemesi udvarház
- a volt uradalmi magtár
- a Kreuzbühelkapelle
- a hagyományos Sámson-felvonulás

## Fordítás
- Ez a szócikk részben vagy egészben  a   Sankt Andrä im Lungau című német Wikipédia-szócikk ezen változatának fordításán alapul.  Az eredeti cikk szerkesztőit annak laptörténete sorolja fel. Ez a jelzés csupán a megfogalmazás eredetét és a szerzői jogokat jelzi, nem szolgál a cikkben szereplő információk forrásmegjelöléseként.